# Чердынский район
Че́рдынский район — административный район Пермского края России. В границах района образован Че́рдынский муниципальный округ. Административный центр — город Чердынь.

## География
Расположен в крайней северной части Пермского края. Граничит на севере с Республикой Коми, на юго-востоке с Красновишерским, на юге с Соликамским городскими округами, на западе с Косинским и Гайнским муниципальными округами.
Площадь — 20 872 км², является крупнейшим по площади в Пермском крае.
Климат континентальный. Большая часть территории района занята лесами. Леса преимущественно хвойные (ель, пихта, реже сосна, кедровая сосна, лиственница) охватывают 94 % территории района. Значительную площадь также занимают болота и озёра.

## История
Чердынский район появился в 1924 году в составе Свердловской области.
Чердынский район был создан на базе Пянтежской, Покчинской, Анисимовской, Верх-Язьвинской, Бондюжской, Сыпучинской, Вильгортской, Морчанской, Губдорской (частично), Шакшерской, Мошевской (частично) волостей Чердынского уезда Уральской области (ранее Пермской губернии).
С 27 февраля 1924 года по 10 июня 1931 года и с 20 октября 1931 года по 4 ноября 1959 года на части территории современного Чердынского района существовал Ныробский район.
13 января 1941 года часть территории Чердынского района была передана в новый Красновишерский район.
23 марта 1971 года на водоразделе Печоры и Камы в Чердынском районе Пермской области была произведена серия атомных взрывов для выброса грунта под строительство будущего канала, планируемого в рамках проекта переброски вод северных рек в Каспийское море — Проект «Тайга».

## Население
| 2000    | 2002    | 2005    | 2006    | 2007    | 2008    | 2009    | 2010    | 2011    |
| ------- | ------- | ------- | ------- | ------- | ------- | ------- | ------- | ------- |
| 36 824  | ↘35 152 | ↘34 011 | ↘33 600 | ↘33 000 | ↘32 522 | ↘32 074 | ↘24 568 | ↘24 452 |
| 2012    | 2013    | 2014    | 2015    | 2016    | 2017    | 2018    | 2019    | 2020    |
| ↘23 546 | ↘23 024 | ↘22 393 | ↘21 728 | ↘21 045 | ↘20 731 | ↘20 293 | ↘19 915 | ↘19 504 |
| 2021    | 2023    |         |         |         |         |         |         |         |
| ↘15 595 | ↘15 097 |         |         |         |         |         |         |         |

### Урбанизация
Городское население (город Чердынь и рабочий посёлок Ныроб) составляет 51,15 % населения района.

### Национальный состав населения
По итогам переписи 2010 года:
- русские — 22 598 (92 %);
- татары — 291 (1,2 %);
- украинцы — 209 (0,85 %);
- немцы — 139 (0,57 %);
- коми-пермяки — 122 (0,5 %).

## Муниципальное устройство
В рамках организации местного самоуправления в границах района образован Чердынский муниципальный округ.
Изначально, в 2004 году был образован Чердынский муниципальный район, в состав которого входило 10 муниципальных образований: 2 городских и 8 сельских поселений, — а также 1 межселенная территория. В 2015 году Валайское и Колвинское сельские поселения были упразднены и включёны в Ныробское городское поселение. 

В 2019 году муниципальный район и все входившие в него поселения были объединены в единое муниципальное образование — Чердынский городской округ. С 1 января 2025 года городской округ был преобразован в муниципальный.
| №        | Наименование                      | Административный центр | Количество населённых пунктов | Население (чел.) | Площадь (км²) |
| -------- | --------------------------------- | ---------------------- | ----------------------------- | ---------------- | ------------- |
| 1        | Ныробское городское поселение     | рабочий посёлок Ныроб  | 25                            | ↘6038            | 2556,25       |
| 2        | Чердынское городское поселение    | город Чердынь          | 1                             | ↘4634            | 30,92         |
| 3        | Бондюжское сельское поселение     | село Бондюг            | 11                            | ↘905             | 3578,86       |
| 4        | Вильгортское сельское поселение   | село Вильгорт          | 6                             | ↘961             | 2764,52       |
| 5        | Керчевское сельское поселение     | посёлок Керчевский     | 18                            | ↘2161            | 486,71        |
| 6        | Покчинское сельское поселение     | село Покча             | 9                             | ↘2082            | 846,45        |
| 7        | Рябининское сельское поселение    | посёлок Рябинино       | 14                            | ↘2474            | 669,27        |
| 8        | Усть-Урольское сельское поселение | посёлок Курган         | 11                            | ↘660             | 1082,01       |
| 8.000001 | межселенная территория            |                        | 4                             |                  |               |

## Населённые пункты
В Чердынский район входит 98 населённых пунктов: город Чердынь, рабочий посёлок Ныроб и 96 сельских населённых пунктов.
| №  | Населённый пункт   | Тип                   | Население | Бывшее поселение                  |
| -- | ------------------ | --------------------- | --------- | --------------------------------- |
| 1  | Чердынь            | город                 | ↘4502     | Чердынское городское поселение    |
| 2  | Ныроб              | рабочий посёлок (пгт) | ↘3220     | Ныробское городское поселение     |
| 3  | Абог               | деревня               | 17        | Усть-Урольское сельское поселение |
| 4  | Адамово            | деревня               | 0         | Ныробское городское поселение     |
| 5  | Амбор              | деревня               | 40        | Рябининское сельское поселение    |
| 6  | Анисимово          | деревня               | 12        | Покчинское сельское поселение     |
| 7  | Анфимово           | деревня               | 1         | Ныробское городское поселение     |
| 8  | Байдары            | деревня               | 6         | Рябининское сельское поселение    |
| 9  | Баяндина           | деревня               | 23        | Керчевское сельское поселение     |
| 10 | Берёзово           | деревня               | 4         | Ныробское городское поселение     |
| 11 | Бигичи             | село                  | 81        | Вильгортское сельское поселение   |
| 12 | Большая Аниковская | деревня               | 59        | Рябининское сельское поселение    |
| 13 | Большие Долды      | село                  | 150       | Усть-Урольское сельское поселение |
| 14 | Большой Кикус      | село                  | 8         | Ныробское городское поселение     |
| 15 | Большой Тагьяшер   | деревня               | 8         | Керчевское сельское поселение     |
| 16 | Бондюг             | село                  | 577       | Бондюжское сельское поселение     |
| 17 | Булдырья           | посёлок               | 111       | Ныробское городское поселение     |
| 18 | Булыга             | посёлок               | 0         | Ныробское городское поселение     |
| 19 | Валай              | посёлок               | 1093      | Ныробское городское поселение     |
| 20 | Верхнее Керчево    | деревня               | 33        | Керчевское сельское поселение     |
| 21 | Верхний Шакшер     | деревня               | 8         | Керчевское сельское поселение     |
| 22 | Верхняя Колва      | посёлок               | 542       | Ныробское городское поселение     |
| 23 | Вижаиха            | посёлок               | 111       | Ныробское городское поселение     |
| 24 | Вижай              | посёлок               | 179       | Ныробское городское поселение     |
| 25 | Вилисова           | деревня               | 2         | Усть-Урольское сельское поселение |
| 26 | Вильгорт           | село                  | ↗656      | Вильгортское сельское поселение   |
| 27 | Гадья              | деревня               | 45        | Ныробское городское поселение     |
| 28 | Гашкова            | деревня               | 16        | Покчинское сельское поселение     |
| 29 | Горбуново          | деревня               | 3         | Рябининское сельское поселение    |
| 30 | Гремячево          | посёлок               | 242       | Керчевское сельское поселение     |
| 31 | Данькова           | деревня               | 4         | Рябининское сельское поселение    |
| 32 | Езова              | деревня               | 60        | Вильгортское сельское поселение   |
| 33 | Елевник            | деревня               | 3         | Керчевское сельское поселение     |
| 34 | Зелвы              | деревня               | 4         | Керчевское сельское поселение     |
| 35 | Исаково            | деревня               | 24        | Керчевское сельское поселение     |
| 36 | Искор              | село                  | ↘155      | Ныробское городское поселение     |
| 37 | Исток              | деревня               | 13        | Усть-Урольское сельское поселение |
| 38 | Камгорт            | село                  | 152       | Вильгортское сельское поселение   |
| 39 | Карпичева          | деревня               | 20        | Ныробское городское поселение     |
| 40 | Керчевский         | посёлок               | ↘1676     | Керчевское сельское поселение     |
| 41 | Кирьянова          | деревня               | 18        | Керчевское сельское поселение     |
| 42 | Колва              | посёлок               | 41        | Ныробское городское поселение     |
| 43 | Кольчуг            | село                  | 223       | Покчинское сельское поселение     |
| 44 | Корепино           | село                  | 10        | Ныробское городское поселение     |
| 45 | Корнино            | деревня               | 81        | Рябининское сельское поселение    |
| 46 | Коэпты             | деревня               | 155       | Усть-Урольское сельское поселение |
| 47 | Крымкор            | деревня               | 0         | Покчинское сельское поселение     |
| 48 | Купчик             | село                  | 24        | Вильгортское сельское поселение   |
| 49 | Курган             | посёлок               | 505       | Усть-Урольское сельское поселение |
| 50 | Кушмангорт         | посёлок               | 1069      | Покчинское сельское поселение     |
| 51 | Кушпелево          | деревня               | 2         | Рябининское сельское поселение    |
| 52 | Лекмартово         | деревня               | 23        | Бондюжское сельское поселение     |
| 53 | Лимеж              | село                  | 21        | Рябининское сельское поселение    |
| 54 | Лобаниха           | посёлок               | 55        | Покчинское сельское поселение     |
| 55 | Лызово             | деревня               | 28        | Покчинское сельское поселение     |
| 56 | Малые Долды        | деревня               | 5         | Усть-Урольское сельское поселение |
| 57 | Малый Кикус        | деревня               | 1         | Ныробское городское поселение     |
| 58 | Марушева           | деревня               | 23        | Ныробское городское поселение     |
| 59 | Митрофанова        | деревня               | 7         | Керчевское сельское поселение     |
| 60 | Могильникова       | деревня               | 2         | Керчевское сельское поселение     |
| 61 | Могильникова       | деревня               | 1         | Рябининское сельское поселение    |
| 62 | Нижнее Керчево     | деревня               | 99        | Керчевское сельское поселение     |
| 63 | Нижний Шакшер      | село                  | 47        | Керчевское сельское поселение     |
| 64 | Нюзим              | деревня               | ↘0        | межселенная территория            |
| 65 | Ольховка           | посёлок               | 170       | Бондюжское сельское поселение     |
| 66 | Очго-Жикина        | деревня               | 24        | Бондюжское сельское поселение     |
| 67 | Очго-Кошелева      | деревня               | 37        | Бондюжское сельское поселение     |
| 68 | Пальник            | деревня               | 0         | Керчевское сельское поселение     |
| 69 | Пантина            | деревня               | #Н/Д      | Бондюжское сельское поселение     |
| 70 | Пашиб              | деревня               | 0         | Керчевское сельское поселение     |
| 71 | Пашиб              | посёлок               | 0         | Керчевское сельское поселение     |
| 72 | Петрецово          | деревня               | 4         | Ныробское городское поселение     |
| 73 | Петрецово          | посёлок               | 171       | Ныробское городское поселение     |
| 74 | Петухова           | деревня               | 7         | Керчевское сельское поселение     |
| 75 | Пильва             | посёлок               | 383       | Вильгортское сельское поселение   |
| 76 | Покча              | село                  | ↘776      | Покчинское сельское поселение     |
| 77 | Пянтег             | село                  | ↗443      | Рябининское сельское поселение    |
| 78 | Ракина             | деревня               | 9         | Бондюжское сельское поселение     |
| 79 | Ракшер             | деревня               | 4         | Ныробское городское поселение     |
| 80 | Редикор            | село                  | 201       | Рябининское сельское поселение    |
| 81 | Рожнево            | деревня               | 1         | Ныробское городское поселение     |
| 82 | Русиново           | деревня               | 9         | Ныробское городское поселение     |
| 83 | Русиново           | посёлок               | 3         | Ныробское городское поселение     |
| 84 | Рябинино           | посёлок               | ↘1482     | Рябининское сельское поселение    |
| 85 | Савина             | деревня               | 48        | Покчинское сельское поселение     |
| 86 | Серёгово           | село                  | 278       | Рябининское сельское поселение    |
| 87 | Слобода            | деревня               | 5         | Бондюжское сельское поселение     |
| 88 | Тиминская          | деревня               | ↘0        | межселенная территория            |
| 89 | Ужгинская          | деревня               | 9         | Бондюжское сельское поселение     |
| 90 | Урол               | деревня               | 60        | Рябининское сельское поселение    |
| 91 | Урцева             | деревня               | 3         | Ныробское городское поселение     |
| 92 | Усть-Каиб          | деревня               | 11        | Бондюжское сельское поселение     |
| 93 | Усть-Уролка        | деревня               | 111       | Усть-Урольское сельское поселение |
| 94 | Чепец              | посёлок               | 555       | Бондюжское сельское поселение     |
| 95 | Черепаново         | деревня               | ↘0        | межселенная территория            |
| 96 | Чусовской          | посёлок               | ↘0        | межселенная территория            |
| 97 | Шишигино           | деревня               | 28        | Усть-Урольское сельское поселение |
| 98 | Яранина            | деревня               | 6         | Усть-Урольское сельское поселение |

Упразднённые населённые пункты
- 1993 год — деревни Большое Поле и Раскат, посёлки Перевальная, Глубинный и Тумский[28].
- 2001 год — поселки Шунья, Зерна, Пернаты и деревни Москали, Средние Ворцева[29].

- 2005 год — посёлки Колвинец, Светлый и Ухтым, отдельный дом Пионерский лагерь, н. п. Опытный лесопромышленный участок, деревни Голубова, Мисюрева, Матвеева, Лесоруб, Ужгинская бывшего Пильвенского сельсовета, Исады, Макарова, Дий и Сусай[30].

- 2009 год — посёлки Касево, Чепечанка, Трактовая и деревня Нижние Ворцева[31].

- 2011 год — посёлки Подгорная, Серебрянка и Сумыч; сёла Тулпан и Цыдва; деревни Гари, Казанцева, Малая Аниковская, Пальники, Сумыч, Талово[32].

- 2024 год — деревня Печинки[33].

По состоянию на 1 января 1981 года на территории Чердынского района было 162 населённых пункта: 1 город, 2 рабочих посёлка (Ныроб и Керчевский) и 159 сельских населённых пунктов. В 1998 году Керчевский был преобразован в сельский населённый пункт (посёлок).

## Экономика

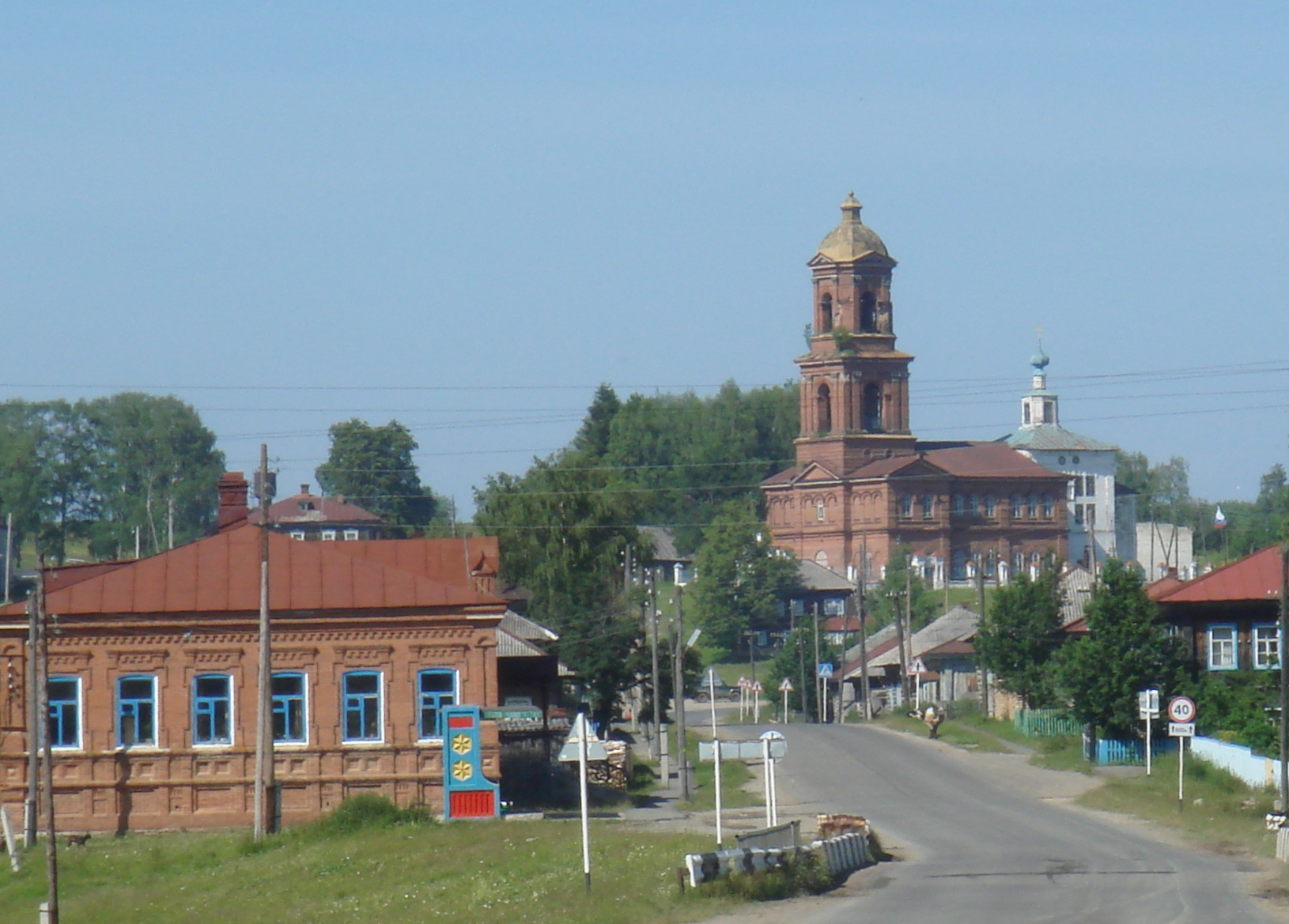
Село Вильгорт Чердынского района

Основу промышленности района составляет лесозаготовительная и лесоперерабатывающая отрасли. Самые крупные предприятия — ООО «Колва-лес», ООО «Курган-лес». Ведётся разработка месторождений полезных ископаемых. Кроме этого есть предприятия пищевой промышленности, работают учреждения исполнения наказаний.
Специализация сельского хозяйства — мясо-молочная.

## Культура
На территории малонаселенного Чердынского района расположено большое количество исторических (преимущественно археологических) и природных памятников. По данным на 2016 год в Чердынском районе было 112 памятников археологии, 178 памятников архитектуры и градостроительства, 2 памятника истории, 1 памятник монументального искусства.
Прошлое Чердынского района приобрело известность после выхода в 2003 году романа Алексея Иванова «Сердце пармы или Чердынь — княгиня гор». По инициативе писателя в 2006—2009 годах около села Камгорт проводился фестиваль «Сердце Пармы», собиравший тысячи гостей. С 2010 года после того, как Иванов отказался от участия в проведении фестиваля, мероприятие продолжает проходить ежегодно в формате этно-ландшафтного фестиваля под названием «Зов Пармы» (с 2016 года у села Серегово).

## Археология
В 1883 году в селе Редикар обнаружили клад — в серебряном ведёрке лежали 34 серебряных гривны глазовского типа. В 1950-х годах был обнаружен могильник IX—X веков. В погребениях найдены арабские диргемы: одна монета датируется временем царя Хосрова II (590—628 года), другая монета отчеканена при Абдул-Малике (684—702 года).

## Известные уроженцы
- Кузнецов Василий Иванович (1894—1964) — советский военачальник, Герой Советского Союза. Родился в селе Усть-Усолка.
- Селянинов Григорий Артемьевич (1913—1989) — участник Великой Отечественной войны, полный кавалер ордена Славы. Родился в деревне Ракина (Бондюжское сельское поселение).